# Typ 2 Ka-Mi
Der Typ 2 Ka-Mi (jap. 特二式内火艇　カミ, Tokū-ni-shiki uchibitei kami, dt. „Sondertyp-2-Motorboot Ka-Mi“) war der erste japanische Schwimmpanzer, der von 1942 (Kōki 2602, daher die Typbezeichnung) bis 1945 von der Kaiserlich Japanischen Marine eingesetzt wurde.

## Geschichte

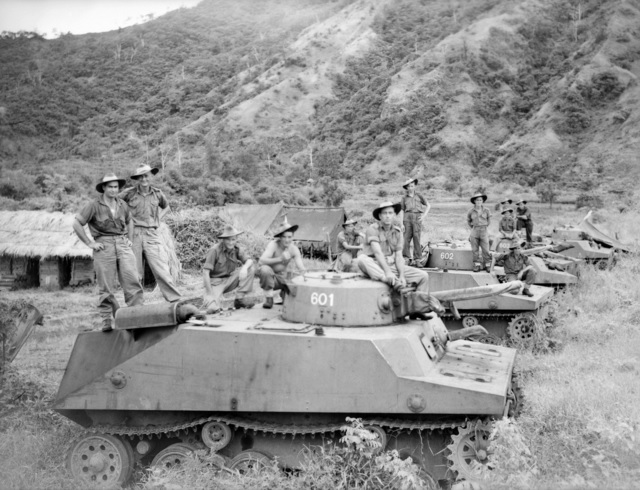
Vier Typ 2 Panzer ohne Schwimmpontons mit australischen Soldaten, die die Panzer in der Nähe von Rabaul im September 1945 von kapitulierenden Japanern übernommen haben.

Die Anfänge des Typ 2 gehen auf Überlegungen des Kaiserlich Japanischen Heeres von 1928 zurück, als bei der Entwicklung der Tankette Typ 92 Jū-Sōkōsha eine amphibische Version geprüft wurde. Das Ergebnis waren Prototypen wie der Typ 92 A-I-Gō, Typ 1 Mi-Sha oder SR-II Ro-Gō. Die Entwicklung aller Schwimmpanzer-Prototypen wurden nicht weiterverfolgt und, bedingt durch die traditionellen Spannungen zwischen Kaiserlich Japanischem Heer und Kaiserlich Japanischer Marine, entwickelte die Marine 1940 ihren eigenen Amphibienpanzer, der speziell auf die Anforderungen ihrer Spezial-Landungskräfte (SLKM) abgestimmt war. Das zu konzipierende Fahrzeug sollte in der Lage sein, kleine Pazifikinseln angreifen zu können, die weder über ausreichende Landungsstege noch Dockanlagen verfügten. 1941 stand der Entwurf des Typ 2 Ka-Mi fest und 1942 (Kōki 2602) startete die Produktion und hielt bis 1943 an. Bedingt durch die manuelle Herstellung des Panzers, durch fortschrittlichere Modelle wie den Typ 3 Ka-Chi oder Typ 4 Ka-Tsu und durch die inzwischen defensive strategische Situation kam es zu keinen hohen Stückzahlen. Es wurden lediglich 184 Exemplare des Typ 2 Ka-Mi gebaut.

## Einsätze

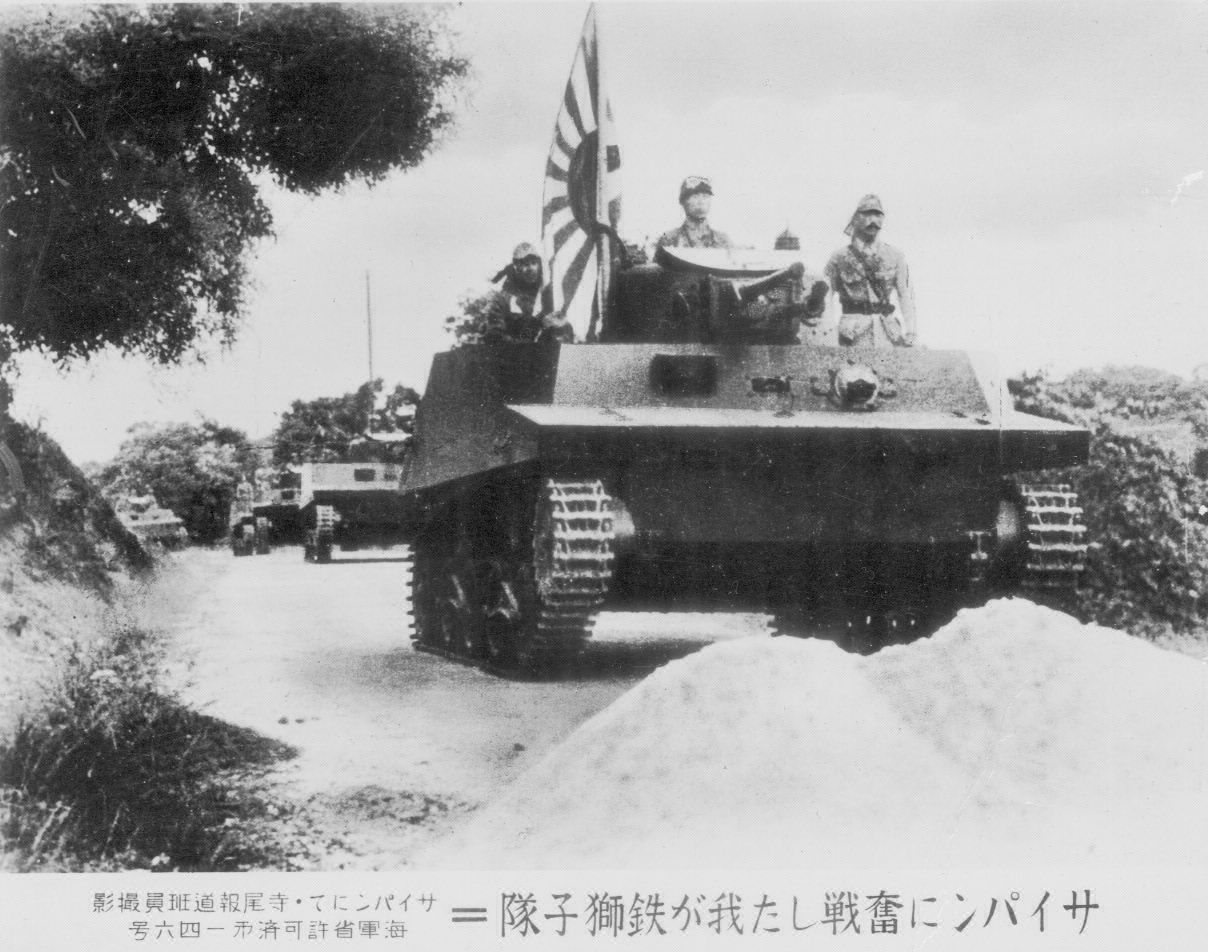
Typ-2-Panzer der 1. Yokosuka Spezial-Landungskräfte der Marine (SLKM) auf Saipan.

Beim Beginn der Planungen für einen Amphibienpanzer Mitte der 1930er war noch die Offensivfähigkeit des Panzers gefordert worden. Nach Erhalt der ersten Typ 2 hatte sich jedoch die strategische Situation geändert und Heer und Marine waren im Pazifik in die Defensive geraten. Daher wurde der Panzer als Infanterieunterstützung bzw. als fahrende Pillbox (Kampfunterstand) eingesetzt.
Bei der Schlacht um Kwajalein kamen im Januar 1944 einige Typ 2 und Tanketten des Typ 94 TK zum Einsatz.
Zwei Typ 2 wurden während der Schlacht um Leyte eingesetzt. Etliche andere Typ 2 wurden den diversen Flotten- und Inselstützpunkten im Pazifik zugewiesen.
Mehrere Typ 2 wurden der 1. Yokosuka Spezial-Landungskräfte der Marine (SLKM) auf Saipan zugewiesen. Als die Landung der US-Marines am 15. Juli 1944 während der Schlacht um Saipan begann, griffen die japanische 4. Kompanie des 9. Panzer-Regiments und die SLKM den Feind gleich am Strand an. Die Marines konnten die japanischen Panzer erfolgreich mit Bazookas bekämpfen. Am Folgetag unternahm Oberst Goshima kurz nach Mitternacht mit den verbliebenen Panzern einen erneuten Versuch, die Marines zurück ins Meer zu werfen. 30 Panzer der Modelle Typ 2, Typ 95 Ha-Go, Typ 97 Chi-Ha und Typ 97 Shinhōtō Chi-Ha stürmten an den Strand, wurden jedoch durch konzentriertes Feuer zum großen Teil vernichtet.

## Technik

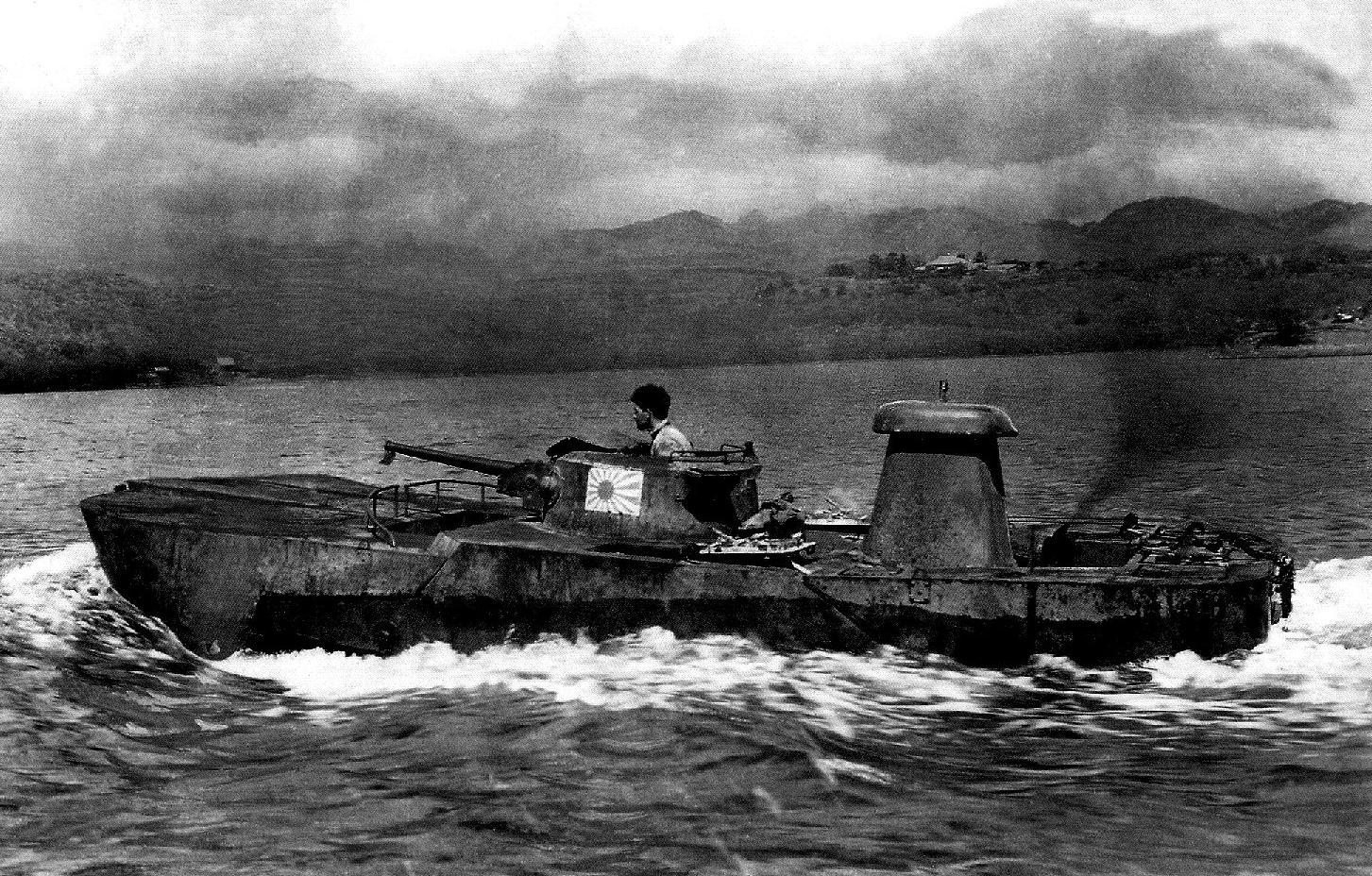
Ein Typ 2 mit Schwimmpontons bei voller Fahrt. Am Heck ist der zusätzliche Aufbau für den Auspuff zu sehen. Der Turmzusatz fehlt bei dem von US-Truppen eroberten Fahrzeug.

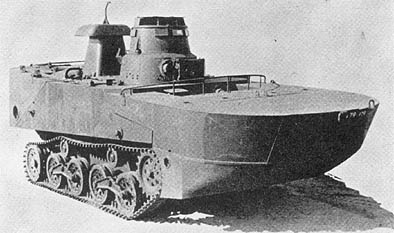
Typ 2 Ka-Mi mit Schwimmkörpern

Die Ingenieure der Kaiserlich Japanischen Marine bauten den Typ 2 fast von Grund auf neu. Dabei orientierten sie sich am Typ 95 Ha-Gō und übernahmen von diesem den Motor, Getriebe, Aufhängung, Übersetzung und Fahrwerk. Die Fahrzeughülle und der Turm wurden dagegen neu entworfen. Die Panzerplatten wurden geschweißt und zusätzlich mit Gummidichtungen versehen. Auf Nieten wurde vollständig verzichtet. Um dem Typ 2 genügend Auftrieb für die Fahrt im Wasser zu geben, wurde er mit zwei abnehmbaren Stahl-Pontons versehen, die vorne und hinten angebracht waren. Die veränderte Form der Rumpfseiten schuf mit angebauten Pontons eine ideale Bootsform. Der vordere Ponton war in acht Kammern unterteilt, um die Auftriebsfähigkeit zu garantieren, sollte der Typ 2 im Gefecht Treffer erhalten. Die Pontons konnten aus dem Inneren des Panzers nach erfolgreicher Landung leicht abgeworfen werden. Unterhalb des achtern liegenden Pontons waren zwei Propeller angebracht, die den Schwimmpanzer auf eine Geschwindigkeit von 9,5 km/h im Wasser bei einer Reichweite von 150 Kilometern brachten. Auf See wurde der Typ 2 durch ein Paar Ruder gesteuert, die über Drähte mit dem Turm verbunden waren, von wo der Kommandant den Panzer auf See steuern konnte.
Weil die Oberseite des Panzers bei rauer See überspült hätte werden können, wurde das Heck des Panzers, das den Auspuff beherbergte, verdeckt. Ein abnehmbares Verlängerungsstück mit wasserfester Versiegelung konnte auf dem Auspuff angebracht werden. Ebenso konnte ein wasserfester Aufsatz auf dem Turm befestigt werden. Der Turm hatte Platz für den Kommandanten, der für die Bedienung beider Waffen zuständig war: Einer 37-mm-Panzerabwehrkanone Typ 1 und einem schweren Bordmaschinengewehr Typ 97. Die Typ 1 verschoss 0,68 kg schwere Granaten mit einer Mündungsgeschwindigkeit von 700 m/s. Beide Waffen steckten in Kugelblenden. Ein zweites Typ-97-MG war für den Bug vorgesehen, wurde aber für die Anbringung der Pontons in das Innere des Panzers eingezogen. Der Panzer hatte eine Bilgenpumpe, die Räder besaßen Ablaufbohrungen und die Einzelradaufhängungen waren im Inneren untergebracht.
Der Typ 2 war einer der wenigen japanischen Panzer, die von Anfang an mit einem Funkgerät und einer Bordsprechanlage ausgestattet waren.

## Museale Rezeption

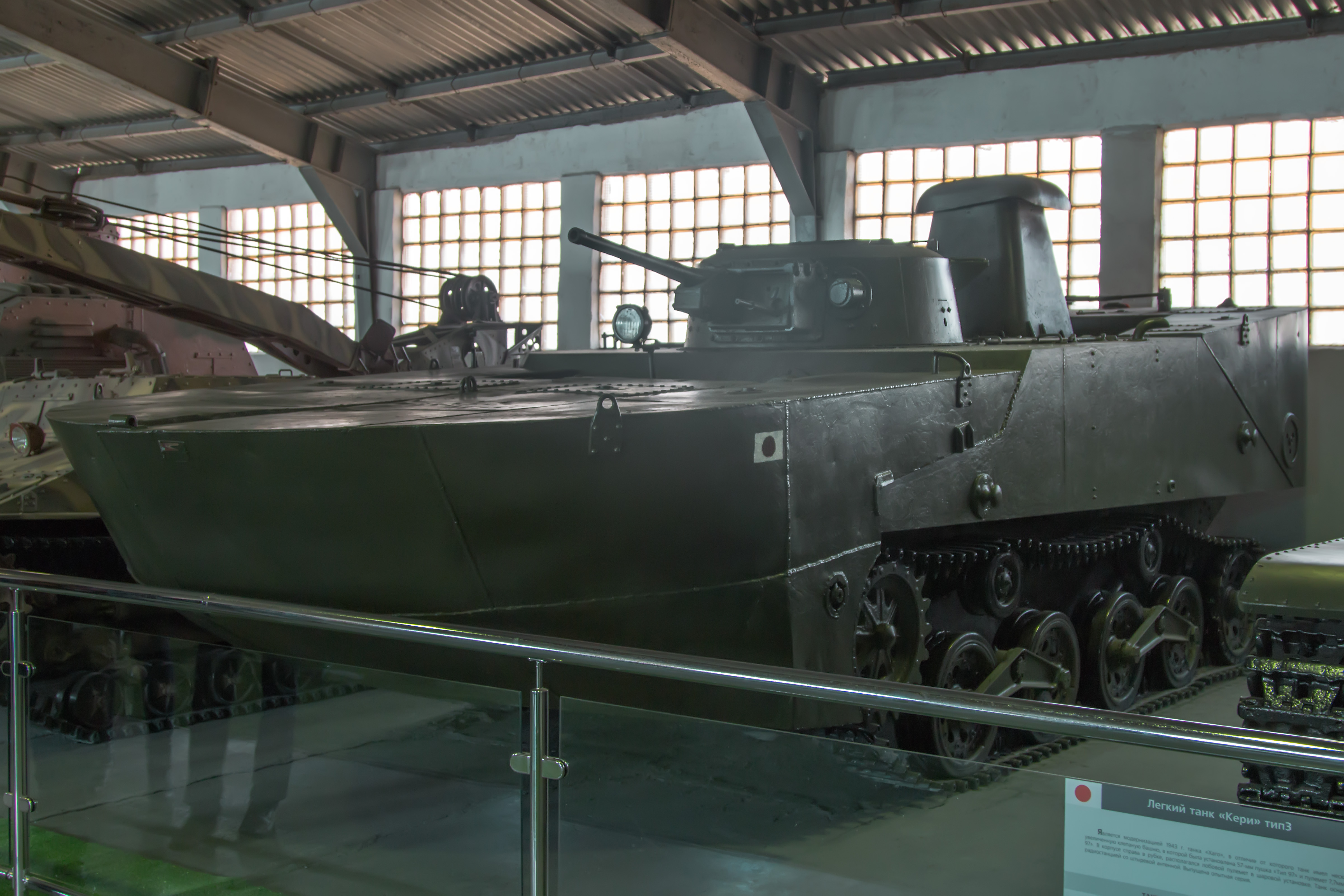
Ein erhaltener Typ 2 Ka-Mi im Panzermuseum Kubinka in Moskau.

- Ein Typ 2 steht im Panzermuseum Kubinka in Moskau
- In Koror auf Palau steht ein Typ 2, bei dem auf dem hinteren Ponton ein schweres Maschinengewehr montiert ist.